# Ingrid Sonntag-Ramirez Ponce

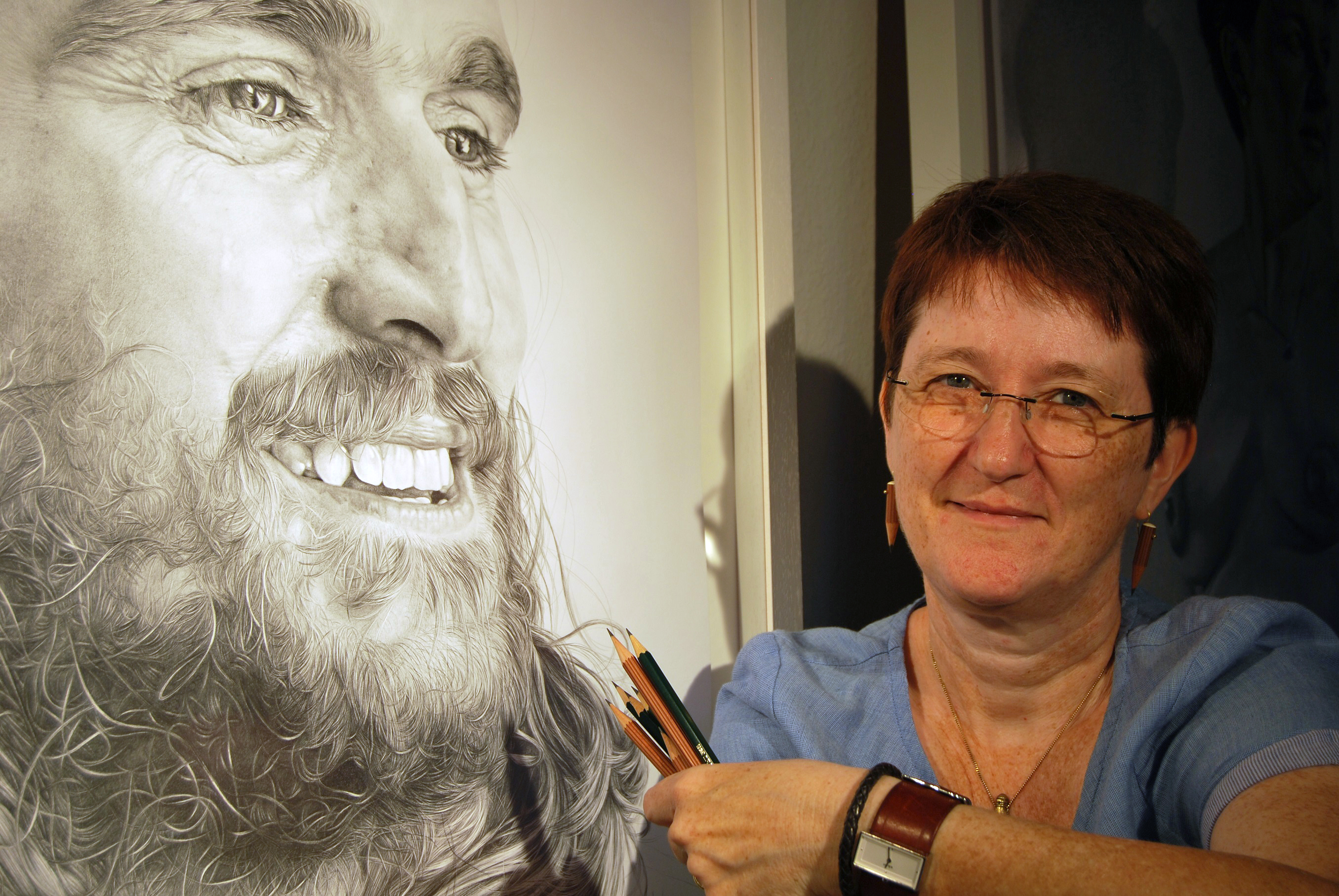
Ingrid Sonntag-Ramirez Ponce, mit einem Ausschnitt ihres Porträts Adam, bzw. Jesus Christ Superstar

Ingrid Sonntag-Ramirez Ponce, Pseudonym INK (* 20. Februar 1966 in Alsfeld, Hessen) ist eine deutsche Zeichnerin, Malerin und Projektkünstlerin. Sie ist auch Jurorin diverser Kunst- und Kulturpreise.

## Leben
Ingrid Sonntag (verheiratete Sonntag-Ramirez Ponce) wurde 1966 in Alsfeld, Hessen geboren. Sie wuchs in Butzbach auf. Schon früh in der Kindheit zeigte sich ihre zeichnerische Begabung. Ihre Geschwister hatten die Kurzform ihres Namens „Ing“, wegen ihrer Leidenschaft für das Malen mit Tinte (englisch ink), in „INK“ umgewandelt. In Butzbach besuchte sie die Stadtschule, anschließend die Weidigschule (Gymnasium), die sie 1985 mit dem Abitur abschloss; eine Eins im Prüfungsfach Kunst war eine Selbstverständlichkeit. Dennoch kam eine künstlerische Ausbildung und Laufbahn, aus wirtschaftlichen Gründen, nicht in Betracht. Bei INK schloss sich eine Banklehre an. Sie war bis 2001 in diesem Beruf beschäftigt.
Ihr künstlerisches Talent lebte INK zunächst nur im privaten Bereich aus, in ihrer Freizeit, später neben Familie und Beruf. In den Jahren 1991 bis 1993 wirkte sie nebenbei als Dozentin für „traditionelle Gravurtechnik“ an der Volkshochschule in Friedberg. „An Wochenenden und im Urlaub“ betrieb sie, bei häufigen Museumsbesuchen, ein intensives Selbststudium. Hier hat sie ihre Vorbilder verinnerlicht, zu denen die alten Meister wie Michelangelo, Rembrandt und Vermeer ebenso zählen, wie Albrecht Dürer oder der mit seinen Stillleben Beispiel gebende Juan Sánchez Cotán, aber auch Gustave Courbet, Lovis Corinth, Käthe Kollwitz, Franz Gertsch sowie der Amerikaner Chuck Close. Erst im Jahr 2006 machte sie die bis dahin entstandenen und gesammelten künstlerischen Arbeiten der Öffentlichkeit zugänglich. Das damit ausgelöste positive Echo veranlasste INK sich ganz der Kunst zu widmen. Seitdem arbeitet sie als freischaffende Künstlerin, unter dem Kurznamen INK. Sie lebt und arbeitet, seit 1993, im Jossgrund im hessischen Spessart und in Andalusien in Spanien. Sie wurde für ihre Arbeiten mit Kunst- und Kulturpreisen ausgezeichnet. Die erste internationale Auszeichnung erhielt sie zwei Jahre nach ihrem Berufsstart.

## Arbeitstechnik, Wirken
INKs Werke sind schwerpunktmäßig Bleistiftzeichnungen. Sie werden in äußerst aufwändiger Technik hergestellt, sodass: „ein Quadratzentimeter sie“ schon einmal „eine Stunde kostet“, bzw. „150 Stunden … für ein Porträt“. Es sind „die Techniken der Alten Meister, wie z. B. Dürer und der niederländischen Schule“
„INK verwendet eine Vielzahl von Bleistiften mit diversen Härten und nutzt einen Spezialspitzer, durch den sie bestimmte Winkel herstellen kann. Mit speziellem Schleifpapier bearbeitet sie die Spitze des Stiftes nach. Zum Zeichnen verwendet sie dickeres Spezialpapier mit glatter Oberfläche. Sie malt mit kleinen Bewegungen winzige Kreise, die später wie eine homogene Fläche wirken. So trägt sie bis zu zehn Schichten übereinander auf, um eine männliche Haut haptisch darzustellen. Manchmal arbeitet sie mehrere Stunden, ohne den Bleistift abzulegen. Radieren oder sonstiges Korrigieren ist nicht möglich“. Am Beginn eines Bildes steht jeweils eine, mit leichter Hand gezeichnete Skizze. Darauf wird das Originalbild hart und fest in das Papier eingearbeitet. Die im Bild oben liegenden hellen Teile werden dabei zuerst erarbeitet, während die dunkleren Partien entsprechend später folgen. Die Porträts sind eine ihrer Spezialitäten. Sie zeichnen sich durch „hyperrealistische“ Detailtreue aus. Die dargestellten Personen erscheinen äußerst lebendig und „…mit einem unglaublichen Realismus … bis in jedes Detail durchgestaltet“. Den dargestellten Personen wird durch die Künstlerin gleichsam „in die Seele geleuchtet bzw. ihre Seele gezeichnet“, und „die Aura des Menschen zutage gefördert“.
Neben dem Bleistift kommen auch andere Techniken, wie Acryl- und Ölmalerei, bzw. deren Kombinationen, in ihren Werken zur Anwendung. Über Porträts hinaus widmet sie sich auch der Flora und Fauna, die in ihrer Naturtreue an Maria Sibylla Merian denken lassen. „Doch es geht in ihrem aufwändigen Arbeitsprozess nicht (nur) um die naturgetreue Wiedergabe von Menschen und manchmal auch Tieren. Durch ihre zeitaufwändige und akribische Art des Zeichnens versucht sie, empathisch jeweils das Wesen der abgebildeten Person zu erfassen“.
INK hat eine starke politische und soziale Seite, die sie offensiv mit ihrer Kunst verbindet, und die z. B. in Karikaturen münden, z. B. von Nicolas Sarkozy, nackt, als Akt Carlo Bruni, in der Haltung eines bekannten Aktes von Carla Bruni, seiner Frau oder von Angela Merkel, als „Angela d’Arc“, Fähnchen schwenkend …). Es sind „Porträts mit Schalk im Nacken“ bzw. „mit einer Dosis Boshaftigkeit“. Kunst ist für sie, wie sie immer wieder auf Vorträgen und Künstlergesprächen betont (hier anlässlich des Wächtersbacher Kunstsalons, „… eine andere Form von Sprache und darf nie nur dekorativ sein“.
Immer wieder beteiligt sie sich an sozialen Projekten. Bekannt ist die Zusammenarbeit in einem Sozialprojekt der Kölner „Tatort-Schauspieler“, das sich für sexuell missbrauchte Kinder und Gefängniskinder auf den Philippinen einsetzen. Mit solchen Kunstprojekten verbindet sie Menschen quer über den Globus.
Im Projekt „INK trifft Ludwig Emil Grimm“ setzt sie sich bereits 2010 mit dem bis dato noch recht wenig bekannten Malerbruder der Sprachforscher und Märchensammler Jakob und Wilhelm Grimm auseinander. Seit 2011 setzt sich INK im Projekt „Duende de España“ (der mystische Zauber Spaniens) mit der spanischen Kultur auseinander.
Angeregt durch die dreisätzige Dutch masters Suite des niederländischen, in New York lebenden und arbeitenden Komponisten Johan de Meij, die sich mit niederländischen Meisterwerken von Rembrandt, Vermeer und Jan Steen beschäftigt, schuf sie das gleichnamige Kunst-Projekt. Es eröffnete 2014 den Kultursommer Main-Kinzig-Fulda. Der Komponist reiste dazu aus den USA an und dirigierte persönlich ein zum Projekt gehörendes 70-köpfiges symphonisches Blasorchester. Es ist ein Dialog zweier Kunstgattungen, der fasziniert: Zeichnung bzw. Film aus einer Zeichnungsserie und Musik.
Anlässlich des Lutherjahres 2017 intensivierte  sie die Projekte: „Bethlehem und Gogotha und Another day in paradise“, das sich mit einer „Neuübersetzung“ der Bibel in bildende Kunst beschäftigt. Ein thematischer Schwerpunkt bildet dabei die Rolle der Frau in der Bibel. Zum Werkszyklus gehören eine Reihe von „Eva“-Bildern, die die Protagonistin unter vielen Aspekten zeigen, von Eva – Ursprung der Welt (Anspielung auf Gustave Courbets Werk mit gleichem Titel), über Eva – die Erkenntnis, bis zu Eva – die starke und Eva – giftig. Sowohl in diesem Projekt („Bethlehem / Another day in paradise“), als auch in „Duende de España“ gelingt es INK immer wieder, durch Zusammenarbeit mit der Tanzkompanie Artodance, unter Leitung von Monica Opsahl, besondere Wirkungen zu erzielen. Monica Opsahl, aus Norwegen, sie ist Kulturpreisträgerin des MKK, antwortet mit der Performance „La vida“ und „apple story“ direkt auf INKs Werksserie. Die beiden Künstlerinnen sind bereits an diversen Orten zusammen aufgetreten. Hier treten zwei Kunstgattungen, Zeichnung, Malerei und Ausdruckstanz, in Beziehung zueinander.
Ein weiteres Projekt befasst sich mit den Folgen des Zweiten Weltkriegs. Unter anderem illustrierte INK hierzu zwei Bücher der Autorin Brunhilde Miehe, die sich mit einer Kindheit im Krieg beschäftigen. Inspiriert durch Wolfgang Borcherts Die Küchenuhr entstanden ebenfalls Illustrationen. Anlässlich des 80. Jahrestages der ersten Ausstellung „Entartete Kunst“ der Nationalsozialisten schuf INK ihre erste dreidimensionale, collagierte Zeichnung entARTet.
Zwischen den Zeiten, ein Künstlerdialog zwischen kritischer Lyrik aus der Feder von Arnd Dünnebacke und Werken von INK startete als Projektarbeit im Jahr 2018.
INK ist Mitglied diverser Kunst- und Kulturvereine, u. a. der in Bad Orb ansässigen Opernakademie, des Hanauer Kulturvereins, des Archiv Frauenleben (MKK) und im Vorstand der Frankfurter Künstlergesellschaft gegr. 1857, einer der weltweit ältesten Künstlervereinigungen.

## Ausstellungen (Auswahl) und Rezeption
Mit einem umfangreichen Werk hat INK an vielen Einzel- und Gemeinschaftsausstellungen im In- und Ausland teilgenommen, z. B. in:
- Deutschland, Frankreich, Italien, Niederlande, Österreich, Schweiz, Spanien,

bzw.:
- Berlin, Bern, Bonn, Frankfurt am Main, Hof Trages, Karlsruhe, Kassel, Lucca, Madrid, München, Ulft, Wien, Wiesbaden,
- Gegenüberstellung zeitgenössischer Kunst mit Werken „Alter Meister“ in der Galerie der Moderne im Stift Klosterneuburg (Österreich), 2024[30][31]
- ART Madrid, ART Karlsruhe,
- Luccabiennale Cartasia, im Palazzo Ducale in Lucca, 2022[32][33]

- Bundesministerium für wirtschaftliche Zusammenarbeit und Entwicklung, in Berlin und Bonn,
- Jurymitglied des Kulturpreises des Main-Kinzig-Kreises seit 2016,
- Jurymitglied des spanischen Kunstpreises Concurso pintura directa 2017 und 2019,
- Vorsitzende der Jury des Kulturpreises des Main-Kinzig-Kreises, seit 2021.[34][35]

INK ist auch immer wieder mit Interviews, meistens in Zusammenhang mit aktuellen Ausstellungen, Gast in Funk und Fernsehen.
INKs Werke sind in Kunstsammlungen zwischen Werken von Ai Weiwei bis Markus Lüpertz vertreten.

## Auszeichnungen und Preise (Auswahl)
- Internationaler Kunstpreis 2008 der Kulturstiftung der Sparkasse Karlsruhe „Moderne Mobilität“ (Zweiter Preis)
- Kulturpreis des Main-Kinzig-Kreises 2009[42]
- Internationaler Kunstpreis 2011 der Kulturstiftung der Sparkasse Karlsruhe Spiegelung und Reflexion (Erster Preis)
- Förderpreis des St.-Leopold-Friedenspreises 2011 für humanitäres Engagement in der Kunst, A – Klosterneuburg / Wien, Internationaler Kunstpreis zum Thema „Gerechtigkeit schafft Frieden“.
- Hans-Jürgen Imiela Gedächtnispreis, 27. Mainzer Kunstpreis Eisenturm 2017 für Die Gedanken sind frei (Zweiter Preis)
- Kunstpreis 2018 der Kunststation Kleinsassen (Fulda), für IE und ER, WER sind WIR? (Publikumspreis)
- Internationaler Kunstpreis 2019 der Kulturstiftung der Sparkasse Karlsruhe Unterwegs – wohin? (Dritter Preis)
- 11. Nordhäuser Grafikpreis (2020) der Ilsetraut Glock-Grabe Stiftung (Publikumspreis), Kunsthaus Meyenburg, Nordhausen/Thüringen[43][44][45][46]
- Arbeitsstipendium (2020) der Kulturstiftung des Landes Hessen für das Projekt „Grablege Christi“
- Aufenthaltsstipendium (2020) der Kunsthalle im Landkreis Fulda – Kunststation Kleinsassen für das Projekt „Glaube-Hoffnung-Liebe“[47]
- Projektstipendium (2020) der Kulturstiftung des Landes Hessen für das Projekt „Glaube-Hoffnung-Liebe“.[10]
- Arbeitsstipendium (2021) der Hessischen Kulturstiftung, Wiesbaden, für das Projekt gegen Rassismus „Am Himmel sind alle gleich“.[41]
- Stipendium (2021) der Stiftung Kulturwerk der VG Bild-Kunst und der Staatsministerin für Kultur und Medien der Bundesrepublik Deutschland, für das Projekt „zweite Bildebene“.[41]

## Projekte und Engagements
- 2020 – Start des Projektes „Am Himmel sind alle gleich“; (Zeichnungen gegen Rassismus; diese Werke entstanden vor dem Hintergrund des rechtsextremistischen Anschlages in Hanau 2020 – INK lebt im selben Landkreis).
- 2020 – Start des Projektes „Glaube – Hoffnung – Liebe“;[10] (Zeichnungen, die die Ausstellungsbesucher persönlich mit einbeziehen. Sie zeigen auf, welche persönlichen Gegenstände im Heute Ausdruck dafür sind, an was der Mensch heute glaubt, was wir er sich erhofft und was er liebt. Sie erlauben den direkten Vergleich zu althergebrachten Zeichen von Glauben, Hoffnung und Liebe).
- 2019 – Start des Projektes „Grablege Christi“, ein Kunstprojekt in Bild, Wort und Ton; (interdisziplinäres Kunstprojekt: Zeichnungen, zum Teil als Objekte collagiert, treffen auf Opernsänger und Sängerinnen, Kammerchor, Kammerorchester, Orgel, weltliche und kirchliche Texte. Das Projekt ermöglicht einen neuen Zugang zum Karfreitag). Das Projekt fand seinen feierlichen Höhepunkt bei der Präsentation der Werke, vor großem Publikum, in der Kirche St. Martin in Oberndorf, am Karfreitag 2022.
- 2018 – Start des Projekts „Zwischen den Zeiten“; (interdisziplinäres Kunstprojekt, initiiert durch das Gedicht eines Lyrikers zu einer Zeichnung von INK, auf das INK wiederum mit einem Kunstwerk antwortete. Daraus entwickelte und entwickelt sich ein Gespräch, das sich über Jahre hinweg fortsetzen soll).
- 2015 – Start des Projektes „1944/1945“; (Zeichnungen, die sich mit dem Krieg und all seinen Ausprägungen und Folgen auseinandersetzen; unter anderem ein Objekt aus Zeichnungen zum Thema „Entartete Kunst“, Zeichnungen zur „Küchenuhr“ von Wolfgang Borchert; Zeichnungen, die eine Kindheit auf dem Land im Zweiten Weltkrieg illustrieren).
- 2014 – Start des Projektes „Another day in paradise“; (Zeichnungen, die sich mit der Rolle und dem Selbstverständnis der Frau auseinandersetzen und im biblischen Paradies verortet sind. Sie zeigen Adam und Eva und damit die paradiesische Geschichte und deren Auswirkungen auf das Weltgeschehen in einem völlig neuen Licht und plädieren damit für die Stärke der Frau).
- 2013 – Start des Projektes „Dutch masters Suite“; (interdisziplinäres Kunstprojekt, initiiert durch die dreisätzige Suite „Dutch masters Suite“ des in New York lebenden niederländischen Komponisten für symphonische Blasorchester, Johan de Meij. Die Suite vertont die drei Lieblingswerke des Komponisten im Rijksmuseum Amsterdam. INK zeichnete und interpretierte damit seine Suite. Sie integrierte in ihre Arbeit die Mitglieder eines Orchesters als Modelle).
- 2011 – Start des Projektes „Duende de España“; (das Projekt widmet sich in Zeichnung und Malerei der Kultur Spaniens und dessen mystischem Zauber. Es berührt dabei ganz unterschiedliche Themenfelder und kulturelle Ausprägungen).
- 2010 – Start der Ausstellungsreihe Projekt „INK trifft Grimm“ durch die hessischen Grimm-Städte; (initiiert durch den Sonderausstellungsraum im Brüder Grimm-Haus in Steinau an der Straße, zum Bruder der Sprachforscher Jacob und Wilhelm Grimm, dem Maler Ludwig Emil Grimm. Noch in der Ausstellung stellte INK fest, dass sie auf viele seiner Zeichnungen und Radierungen bereits „Antworten“ gezeichnet hatte. Sie stellte ihre Werke den Arbeiten von Ludwig Emil Grimm gegenüber).
- 2009 – Start des Projektes „Mit dem Rücken zur Wand/Stand up for their Rights“; (Zeichnungen zur Unterstützung der Arbeit für Kinderrechte mit dem Schwerpunkt sexueller Missbrauch von Straßen- und Gefängniskindern auf den Philippinen).

## Schriften
- ANGST – Krisenindikator oder Überlebenstrieb?, Herausgeber: Künstlerverein Walkmühle, 2022, Verlag Walkmühle, ISBN 978-3-946634-23-2[48]
- 11 LUCCA BIENNALE CARTASIA 2022; Mostra internazionale di ARTE e ARCHITETTURA in LUCCA / International Exhibition of Paper Art and Architecture, Biennale Lucca[49]
- Die Frankfurter Künstlergesellschaft – Künstlerischer Leichtsinn. Hrsg.: Frankfurter Künstlergesellschaft e. V., gegr. 1857, 2020
- Nordhäuser Grafikpreis 2020. Redaktion: Susanne Hinsching, Kunsthaus Meyenburg, Hrsg.: Amt für Bildung und Kultur, Nordhausen/Thüringen, 2020
- Die Frankfurter Künstlergesellschaft – Heute. Hrsg.: Frankfurter Künstlergesellschaft e. V., gegr. 1857, 2018
- Karl Damian, ad naturam – an die Natur. Zeichnungen von INK Sonntag-Ramirez Ponce. CoCon-Verlag, 2018, ISBN 978-3-86314-292-6
- Brunhilde Miehe: Grete in der Schwalm – Sommer/Herbst, ein Buch über Krieg und die Flucht eines Kindes 1943. Zeichnungen von INK Sonntag-Ramirez Ponce. Verlag Miehe-Medien, 2017, ISBN 978-3-9817692-2-7
- Werner Janssen (Texte), Heinz Hof (Gedichte): KINDER UNSERER WELT. Zeichnungen von INK Sonntag-Ramirez Ponce, Verlag Erebodos, Parkstad Limburg (NL) 2017, ISBN 978-94-90456-09-2
- Brunhilde Miehe: Grete in der Schwalm – Frühling, ein Buch über Krieg und die Flucht eines Kindes 1943, Zeichnungen von INK Sonntag-Ramirez Ponce. Verlag Miehe-Medien, 2015, ISBN 978-3-9817692-1-0
- VOM JUNG UND ALT SEIN. Hrsg.: Kooperationsprojekt des Künstlervereins Walkmühle e. V. und die Abteilungen Jugend- und Altenarbeit des Amtes für Soziale Arbeit in Wiesbaden, 2015
- Mit dem Rücken zur Wand. Zeichnungen von INK Sonntag-Ramirez Ponce, für die Straßenkinder von Manila. CoCon-Verlag, Hanau 2011, ISBN 978-3-86314-221-6
- INK trifft Ludwig Emil Grimm. Hrsg.: Burkhard Kling, Leiter Brüder Grimm-Haus, Steinau an der Straße. CoCon-Verlag, Hanau 2010, ISBN 978-3-937774-91-6
- Internationaler Lucas-Cranach-Preis der Stadt Kronach 2011. Hrsg.: Ingo Cesaro, Regionale Kunstförderung Kronach e. V., 2011
- Die Lust und Pracht Italiens. Hanauer Künstler sehen Italien (18.–20. Jh.), Hrsg.: Magistrat Hanau, Museen und Bildende Kunst, Richard Schaffer Hartmann, CoCon-Verlag, Hanau 2011, ISBN 978-3-863114-206-3
- Wettkampf, Sieg und Niederlage. Hrsg.: Bernd-Rosenheim-Stiftung, Offenbach am Main. Verlag und Datenbank für Geisteswissenschaften, Weimar 2008, ISBN 978-3-89739-617-3

## Trivia
INK‘s Atelier ist vielfach Ziel von Kunstinteressierten. Aufmerksamkeit und besonderes Presseecho fand 2022 ein Emsländer, der sich bei ihr ansagte, um anschließend 400 km nach Oberndorf mit seinem „E-Bike und Hündin Emma im Anhänger“ zu radeln. Sein Ziel war es, die Werke aus dem Projekt „Grablege Christi“ mit eigenen Augen und aus der Nähe zu betrachten. Vor Ort „wurden die Glocken geläutet“, als sein „Fahrzeug den Jossgrund erreichte“. Dann ging er „dem Geheimnis von INK’s Grablege Christi mit der Lupe auf den Grund“.